# بلونس
بلونس (بالألمانية: Blons) هي بلدية في منطقة بلودنز في ولاية فورارلبرغ النمساوية.